# 東浩二
東 浩二（ひがし こうじ、1956年または1957年 - ）は、日本の政治家。山口県田布施町長（2期）。
1981年から田布施町役場に勤務。経済課を経て、総務係長、総務課長補佐、2007年総務課長を歴任し、2015年3月31日退職。2015年4月、田布施町副町長に就任。2018年10月16日、田布施町長に無投票当選。

## 政策・主張

### 相続登記未了に係る固定資産税の過大徴収問題について
- 2019年9月25日、令和元年第4回田布施町議会定例会において、相続時での課税ミスの問題を把握しながら当時の上司に報告せず、１年以上対応を放置したとして税務課長らを懲戒処分することにあわせて、部下の不祥事の責任をとるため、自身と副町長の給料を減額する条例議案を提出。その条例議案の質疑で、税務課長らからこの課税ミスの報告を当時副町長として受けながら「報道発表しなくていいし、還付もしなくていい」と指示した疑惑を議員から追及されたが、「相続登記未了に係るものというのは、私は認識していない」と否定。[3]
- 固定資産税の過大徴収を内部告発した町職員に対し町が報復人事を行ったとされる問題で、「問題とはとらえていない」と立場を表明した[4]。